# Alveotingis grossocerata
Alveotingis grossocerata är en insektsart som beskrevs av Henry Fairfield Osborn och Drake 1916. Alveotingis grossocerata ingår i släktet Alveotingis och familjen nätskinnbaggar. Inga underarter finns listade i Catalogue of Life.